# تپه اطراف شهر سوخته ۲۳۵
تپه اطراف شهر سوخته ۲۳۵ در شهرستان زابل، بخش شیب آب، دهستان لوتک، ۱۰/۸ک متری جنوب غرب پایگاه باستان‌شناسی شهر سوخته واقع شده و این اثر در تاریخ ۲۰ اسفند ۱۳۸۵ با شمارهٔ ثبت ۱۸۰۸۹ به‌عنوان یکی از آثار ملی ایران به ثبت رسیده است.